# ورد توشتي
ورد توشتي (الاسم العلمي:Rosa tuschetica) هو نوع من النباتات يتبع جنس الورد من الفصيلة الوردية.